# Togliatti Challenger 2007
Il Togliatti Challenger 2007 è stato un torneo di tennis facente parte della categoria ATP Challenger Series nell'ambito dell'ATP Challenger Series 2007. Il torneo si è giocato a Togliatti in Russia dal 16 al 22 luglio 2007 su campi in cemento.

## Vincitori

### Singolare
Dudi Sela ha battuto in finale  Mikhail Ledovskikh con il punteggio di 7–6(4), 6–3

### Doppio
Johan Brunström /  Mohammad Ghareeb hanno battuto in finale  Ivan Cerović /  Pierrick Ysern con il punteggio di 7–6(4), 4–6, [13-11]